# Regnellites
Regnellites is een uitgestorven monotypisch geslacht van varens uit de familie Marsileaceae. 
De enige soort in dit geslacht, Regnellites nagashimae, is gevonden in Jura- en Krijtafzettingen in westelijk Japan.

## Kenmerken
Aangezien Regnellites een monotypisch geslacht is, wordt het volledig beschreven door zijn enige recente vertegenwoordiger, Regnellites nagashimae. Zie aldaar.